# Sergio Zalis
Sergio Gerardo Zalis, (Buenos Aires (Argentinië), 19 augustus 1955) is een Nederlands-Braziliaanse fotograaf en fotojournalist, die zijn opleiding deels in Nederland heeft genoten en zowel in Nederland als in Brazilië woont en werkt. Naast zijn bezigheden voor dag- en weekbladen en tijdschriften in Brazilië is hij actief als kunstfotograaf en documentair fotograaf en exposeert hij. Voor zijn publicaties is hij meermaals onderscheiden.

## Opleiding
Zalis studeerde economie aan de Universidade do Estado do Rio de Janeiro in Rio de Janeiro (Brazilië) en vervolgens van 1978 tot 1981 fotografie aan het Hadassah Community College in Jeruzalem. Na het behalen van zijn bachelor verhuisde hij in 1981 naar Nederland om aan de Rijksakademie van beeldende kunsten in Amsterdam te studeren. In 1984 behaalde hij zijn master aan de afdeling postacademisch onderwijs van de faculteit 'Visuele Kommunikatie', zoals het destijds werd gespeld, van deze academie.

## Loopbaan
Naast zijn studies werkte hij sinds 1976 als correspondent-fotograaf in Groot-Brittannië en het Midden-Oosten voor uitgaven van het mediaconglomeraat Grupo Bloch in Rio de Janeiro, zoals het tijdschrift Manchete.
In 1984 keerde Zalis terug naar Rio de Janeiro om te gaan werken op de foto-afdeling van het Manchete-concern (weekblad, boeken en televisiestation). In 1986 begon hij in dezelfde stad zijn eigen fotoagentschap ZNZ, dat zowel voor binnenlandse als buitenlandse opdrachtgevers beelden leverde, maar vooral actief was voor de bladen van Jornal do Brasil.
Hierna verdiende hij zijn geld als coördinator van de fotoredactie van het dagblad O Globo, de grootste krant van Brazilië om daarna jarenlang leiding te geven aan fotografen (en daarna als hoofdredacteur van de hele Braziliaanse staf) van het glamour tijdschrift Caras, waarvan hij een van de oprichters was. Vanaf 2006 was hij verbonden aan het grote Braziliaanse uitgeefconcern Editora Abril, waarvoor hij vanuit São Paulo als hoofdredacteur het tijdschrift Contigo restylde en leidde. Vanaf 2015 werkte hij negen jaar als fotografieconsulent op de communicatieafdeling van TV Globo.

### Documentaire fotografie
In 1980 maakte Zalis een ‘gedocumenteerd fotoproject’ over de Mamilla-wijk in Jeruzalem, dat werd onderscheiden met de Hazal Greenwall Prize en werd geacquireerd door de gemeente Jeruzalem.
Tussen 1981 en 1983 fotografeerde hij in opdracht van het Diaspora Museum (Beit Hatfutsot) in Tel-Aviv, tegenwoordig het Anu – Museum of the Jewish People, de joodse kolonisatie in Zuid-Brazilië en in het Amazonegebied.
In opdracht van de Rijksakademie van Beeldende Kunsten stortte Zalis zich vervolgens op fotoprojecten in Kreta (1982) en de Jordaan (1982). Deze laatste fotodocumentaire werd aangekocht door het Stadsarchief van de gemeente Amsterdam. Ook fotografeerde hij het werk van de Braziliaanse schilder Alberto da Veiga Guignard (1896-1962) voor de Fundação Rio in Rio de Janeiro (1983).
In 2005 legde hij met foto's gemaakt vanuit een zeppelin de stad Rio de Janeiro vast. Die werden in een boek, Rio de Janeiro. Vista do Céu, 1905/2005, samengebracht met foto's van honderd jaar eerder, gemaakt door Augusto Malta en Raul Brandão. Met de zeppelin maakte hij tien vluchten van noord naar zuid. Hij werkte bij dit project samen met fotograaf Pedro Karp Vasquez, een fervent verzamelaar van vintage foto's.

### Samenwerking met August Willemsen
Voor zijn eindwerkstuk voor de academie maakte hij in 1983 foto’s bij gedichten van zijn landgenoot Carlos Drummond de Andrade (1902-1987), die destijds nog leefde. Zo ontstond zijn samenwerking met de Nederlandse vertaler en schrijver August Willemsen (1936-2007), die 20 gedichten van de Braziliaan vanuit het Portugees omzette in het Nederlands.
In 1988 werkten Willemsen en Zalis weer samen, dit keer om met foto’s en teksten het Rio van de Braziliaanse schrijver Machado de Assis (1839-1908) in beeld te brengen. De fotostudio van Zalis stond in de straat, Cosme Velho, waar de schrijver de laatste vierentwintig jaar van zijn leven heeft gewoond.
De samenwerking met Willemsen leidde tot een vriendschap tussen de twee, die is vereeuwigd in Willemsens boek Braziliaanse brieven (1985), waarin Zalis, destijds een twintiger, regelmatig figureert. In de documentaire die Frederieke Jochems in 2023 heeft gemaakt over de schrijver en zijn boek, August Willemsen, de bladzij en de werkelijkheid, praat Zalis over hun vriendschap met de schrijver.

### Samenwerking met Paulo Coelho

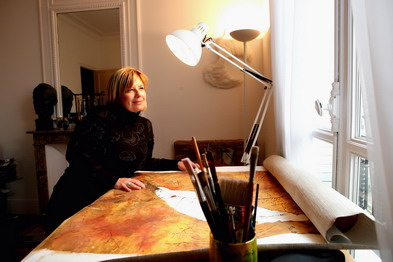
Christina Oiticica gefotografeerd door Sergio Zalis

Zijn werk voor de Braziliaanse bestsellerschrijver Paulo Coelho (1947), meest bekend van zijn roman De Alchemist, leidde tot een vriendschap waardoor Zalis tot de vaste gasten behoort van zijn viering van Sint-Jozefdag (19 maart), die Coelho sinds 1986 elk jaar in een ander land organiseert. Zalis fotografeerde voor Coelho onder meer diens echtgenote, de kunstenaar Christina Oiticica. In 2025 exposeerde Coelho's galerie L’Espace des Arts in Genève Zalis' project ‘Dicotomia’, samen met werken van Oiticica en TxaTxu Pataxó.

## Kunstfotografie
Gedurende zijn hele loopbaan heeft Zalis met fotografie als kunstvorm geëxperimenteerd en de resultaten geëxposeerd, soms in solotentoonstellingen, soms in groepsexposities. In de jaren twintig van de 21ste eeuw fotografeerde hij bossen waarbij, via een speciale techniek, alle bomen scherp staan afgebeeld. Voor dit project gebruikt Zalis zijn favoriete wandelgebieden, de Scheveningse Bosjes in Den Haag en de Jardim Botânico do Rio de Janeiro in zijn andere woonplaats. Dit project, 'Dichotomia' (in het Grieks betekent dit in twee gelijke delen verdelen) resulteerde in exposities in Rio de Janeiro (2024) en Genève (2025).

## Publicaties
- Sergio Zalis, 20 gedichten van Carlos Drummond de Andrade. Vertaling uit het Portugees door August Willemsen, foto’s van Sergio Zalis (Amsterdam, 1983).
- Portfolio. Foto’s van Sergio Zalis bij gedichten van Carlos Drummond de Andrade. Twee Brazilianen in: Maatstaf, jaargang 31 (1983), p. 32-44.[2]
- Sergio Zalis en Rachel Arbel, Jews on the banks of the Amazon (Tel Aviv, 1987).[18]
- August Willemsen, Portfolio. Het Rio de Janeiro van Machado de Assis in foto's van Sergio Zalis in: Maatstaf, jaargang 36 (1988), p. 31-40.[3]
- Sergio Zalis, Het Rio de Janeiro van Machado de Assis in foto’s (De Arbeiderspers, Amsterdam, 1988).
- Sergio Zalis, Rio de Janeiro. Vista do Céu, 1905/2005 (Editora Caras, São Paulo, 2005).[19]
- Sergio Zalis, iRio (Rio de Janeiro , 2012), 54 pagina's met 51 zwartwit foto's van Rio de Janeiro, gemaakt, volgend het voorwoord, met een speciale applicatie op de smartphone zodat die werkt als een ouderwetse Rolleiflex-camera.

## Lijst van exposities
- 1983: The Jews of the Amazon in Fundação Nacional das Artes (FUNARTE) in Rio de Janeiro, van 13 juli tot 26 augustus.[20]
- 1984: Solo-expositie van zijn foto’s bij de gedichten van Carlos Drummond de Andrade in de ambassade van Brazilië, geopend op 6 september 1984 door ministre-conseiller Celso Luiz Nunes Amorim, de latere Braziliaanse minister van Buitenlandse Zaken.[21]
- 1986: Groepstentoonstelling Licht, Camera, Amsterdam in het museum Solar Grandjean de Montigny (1823), onderdeel van de katholieke universiteit in Rio de Janeiro, geopend door Hubert van Nispen tot Sevenaer, de Nederlandse ambassadeur in Brazilië. De tentoonstelling bestond uit zestig foto’s van historisch en hedendaags Amsterdam. Behalve de foto’s van Zalis werd ook werk getoond van Jacob Olie (1834-1905) en Cas Oorthuys (1908-1975).[22] Vervolgens in verschillende steden in Brazilië.[23]
- 1987: Tentoonstelling (solo) van zijn foto’s van de joodse gemeenschap in het Amazonegebied in het Diaspora Museum (Beit Hatfutsot) in Tel-Aviv.[24]
- 1991: Homage to Van Gogh in de Metara Gallery[25] in Rio de Janeiro.
- 2014: Pororoca – A Amazônia, in het Museu de Arte Moderna do Rio de Janeiro, Rio de Janeiro (Brazilië),van 9 september tot 24 november.[26]
- 2024: Van 20 juni tot 20 juli solo-expositie Dicotomia in het Instituto Antônio Carlos Jobim in Rio de Janeiro (Brazilië).[27]
- 2024: Floresta de Bolso in het Casa Cor, oktober 2024.[28]
- 2025: Van 28 mei tot 31 oktober in L’Espace des Arts (Genève): Dicotomia. Met schilderijen van Christina Oiticica en TxaTxu Pataxó.[29]

## Fotografie voor musea
- 2014: Lygia Clark - The Abandonment of Art, 1948–1988, in het Museum of Modern Art (MoMA) in New York (Verenigde Staten), van 10 mei tot 24 augustus.[30]
- 2014: Hélio Oiticica – Propositions, in het Irish Museum of Modern Art in Dublin (Ierland), van 19 juli tot 5 oktober.[31]

## Fotografie voor muziekuitgaven
- 1973: Café Afuch – A Quem Possa Interessar (lp), eigen beheer (Brazilië), 'Tribute to the 60th anniversary of Hashomer Hatzair.[32]
- 1990: Chico & Roberta – Festa No Mar (ep), Carrere Records (Frankrijk).[33]
- 1992: Various – Samba Brasil (cd), Verve Records (Verenigde Staten).[34]
- 1997: Danilo Caymmi – Mistura Brasileira (cd), EMI Music (Verenigd Koninkrijk).[35]
- 2015: Chiclete Com Banana – Flutuar (cd), Sony Music (Verenigde Staten}.[36]

## Werk in openbare collecties
- Gemeente Jeruzalem (Israël).[3]
- Joods Museum (Joods Cultureel Kwartier) in Amsterdam.[37]
- Museu de Arte Moderna do Rio de Janeiro in Rio de Janeiro (Brazilië).[38]
- Stadsarchief van Amsterdam.[39]

## Onderscheidingen
- 1980: De Hazal Greenwall Prize voor 'The Last Days of Mamilla' over de Mamilla-wijk in Jeruzalem.
- De 5d Marc Ferrez Photography Award[7] van FUNARTE.

## Over Sergio Zalis
- Johan Dirkx, Luz, câmera, Amsterdam. Jacob Olie, Cas Oorthuys, Sergio Zalis (Rio de Janeiro, 1986).[40]
- Frederieke Jochems, ‘August Willemsen, de bladzij en de werkelijkheid’ (2003). Documentaire over August Willemsen en zijn Braziliaanse brieven. Bevat interview met Zalis.
- Arendo Joustra, ‘Wat heb jij dan niet? Ik heb niets te verliezen’ in: de Volkskrant, 28 december 1985.[41]
- Maria Mendes in: Maatstaf, jaargang 36 (1988), p. 32.
- Marlise Simons, ‘Foto’s inspireren Rio de Janeiro. Selectie uit Amsterdams archief op tournee in Brazilië’, in: NRC Handelsblad, 1 juli 1986.[42]
- Joost Veerkamp in:Maatstaf, jaargang 31 (1983), p. 32.
- August Willemsen, Braziliaanse Brieven (Amsterdam, 1985). In zijn brieven uit Rio noemt Willemsen Zalis, zijn broer en hun ouders geregeld.

## Officiële website
- https://www.sergiozalis.com/

- RKD-Nederlands Instituut voor Kunstgeschiedenis: 268465